# Abra (geslacht)
Abra is een geslacht van tweekleppigen uit de familie van de Semelidae. De wetenschappelijke naam van het geslacht werd in 1818 als naam voor een ondergeslacht van Amphidesma (synoniem van Semele) gepubliceerd door Jean-Baptiste de Lamarck.

## Soorten
- Abra aegyptiaca P.G. Oliver & Zuschin, 2000
- Abra aequalis (Say, 1822)
- Abra affinis E.A. Smith, 1899
- Abra africana Bartsch, 1915
- Abra alba (W. Wood, 1802) – Witte dunschaal
- Abra braziliensis (E.A. Smith, 1885)
- Abra californica Knudsen, 1970
- Abra chuni (Jaeckel & Thiele, 1931)
- Abra cistula (Melvill & Standen, 1907)
- Abra convexior E.A. Smith, 1895
- Abra demosia (Dautzenberg & H. Fischer, 1906)
- Abra elata Nicklès, 1955
- Abra exigua (H. Adams, 1862)
- Abra fragillima (Issel, 1869)
- Abra fujitai Habe, 1958
- Abra grimaldii (Dautzenberg & H. Fischer, 1906)
- Abra inanis Prashad, 1932
- Abra infans (E.A. Smith, 1885)
- Abra intesi Cosel, 1995
- Abra jarli Nicklès, 1955
- Abra kinoshitai Kuroda & Habe, 1958
- Abra kraemmeri Nicklès, 1955
- Abra kyurokusimana (Nomura & Hatai, 1940)
- Abra lecointrei Nicklès, 1955
- Abra lioica (Dall, 1881)
- Abra longicallus (Scacchi, 1835)
- Abra longidentata M. Huber, 2015
- Abra lunella (Gould, 1861)
- Abra nitida (O.F. Müller, 1776) – Glanzende dunschaal
- Abra palmeri Dall, 1915
- Abra philippinensis (E.A. Smith, 1885)
- Abra pilsbryi (Dautzenberg, 1912)
- Abra pini Cosel, 1995
- Abra prismatica (Montagu, 1808) – Prismatische dunschaal
- Abra profundorum (E.A. Smith, 1885)
- Abra regularis (E.A. Smith, 1885)
- Abra salamensis (Jaeckel & Thiele, 1931)
- Abra scarlatoi (Kamenev, 2004)
- Abra scotti M. Huber, 2010
- Abra segmentum (Récluz, 1843)
- Abra seurati (Lamy, 1906)
- Abra siberutensis (Thiele, 1931)
- Abra sibogai Prashad, 1932
- Abra soyoae Habe, 1958
- Abra tenuis (Montagu, 1803) – Tere dunschaal
- Abra tepocana Dall, 1915
- Abra truncata Hedley, 1906
- Abra uruguayensis (Pilsbry, 1897)
- Abra weberi Prashad, 1932

Uitgestorven
- † Abra cytheraeformis Cossmann & Peyrot, 1909
- † Abra fragosa (Marwick, 1931)
- † Abra inflata (Laws, 1939)
- † Abra marshalli (Finlay, 1927)

Curiositeit
- Abra cadabra Eames & Wilkins, 1957 = Theora cadabra (Eames & Wilkins, 1957) = Theora mesopotamica (Annandale, 1918)